# Amt Untergreiz
Das Amt Untergreiz war von 1564 bis 1854 ein Amt von Reuß älterer Linie.

## Geschichte
Im Rahmen der Erbteilungen von Reuß älterer Linie entstand 1564 die Unterlinie Reuß-Untergreiz. In der neu entstandenen Herrschaft wurde als Oberbehörde eine Kanzlei und als Unterbehörde ein Amt eingerichtet. Aufgrund der Kleinheit der Herrschaft bestand aber keine klare Trennung dieser Behörden.
1583 bis 1596 waren Herrschaft und Amt sogar in zwei Linien/Ämter Amt Untergreiz I und Amt Untergreiz II geteilt.
Die Ämter Obergreiz, Untergreiz und Dölau wurden aufgrund einer landesherrlichen Verordnung vom 25. November 1854 mit Wirkung vom 1. März 1855 zum Justizamt Greiz vereinigt. Diese war – wie die einzelnen Ämter vorher – sowohl Verwaltungsbehörde als auch erstinstanzliches Gericht. Die Trennung der Rechtsprechung von der Verwaltung wurde in Reuß älterer Linie erst 1868 eingeführt.

## Umfang
1840 bestand das Amt aus folgenden Orten: Altgernsdorf, Daßlitz (mit dem Untergreizer Anteil von Pommeranz), Eubenberg, Fraureuth, Frotschau, Gottesgrün, Stadt Greiz (Untergreizer Anteil), Herrmannsgrün (als Amtsdorf mit Waldhaus), Irchwitz, Kahmer, Mohlsdorf, Neugernsdorf (mit Neuschenke), Nitschareuth (mit Neu- und Knottenmühle), Rittergut Oberreudnitz (Patrimonialgerichtsdorf), Rittergut Oberschönfeld (Patrimonialgerichtsdorf), Pohlitz, Raasdorf, Reinsdorf, Rothenthal, Schönbrunn, Tschirma (mit Lehna und „Dreischwan“), Unterreinsdorf, Rittergut Unterreudnitz (Patrimonialgerichtsdorf), Rittergut Unterschönfeld (Patrimonialgerichtsdorf) und Waltersdorf.